# Алатана
Алата́на (рос. Алатана, башк. Алатана) — село у складі Стерлітамацького району Башкортостану, Росія. Адміністративний центр Алатанинської сільської ради.
Населення — 137 осіб (2010; 132 в 2002).
Національний склад:
- башкири — 92%